# Breathing
Breathing är debutalbumet av den norska sångaren Maria Mittet. Det gavs ut år 2005 och innehåller 12 låtar.

## Låtlista
| Nr  | Titel                | Längd |
| --- | -------------------- | ----- |
| 1.  | I'm Out              | 3:13  |
| 2.  | Should've            | 3:26  |
| 3.  | Anything Is Possible | 2:57  |
| 4.  | Breathing            | 3:13  |
| 5.  | I Surrender          | 3:43  |
| 6.  | Let Go               | 3:20  |
| 7.  | Newborn & Naked      | 3:24  |
| 8.  | My Everything        | 4:58  |
| 9.  | I Win                | 2:48  |
| 10. | Nowhere Fast         | 2:57  |
| 11. | Good 4 Nothin'       | 3:22  |
| 12. | Midnight Blue        | 4:03  |

## Listplaceringar
| Lista | Topplacering |
| ----- | ------------ |
| Norge | 13           |